# Unionville (Iowa)
Unionville – miasto w Stanach Zjednoczonych, w stanie Iowa, w hrabstwie Appanoose. W 2000 roku liczyło 127 mieszkańców.